# Empis antennata
Empis antennata är en tvåvingeart som beskrevs av Collin 1941. Empis antennata ingår i släktet Empis och familjen dansflugor. Inga underarter finns listade i Catalogue of Life.